# 亞布倫卡 (博戈羅德恰尼區)

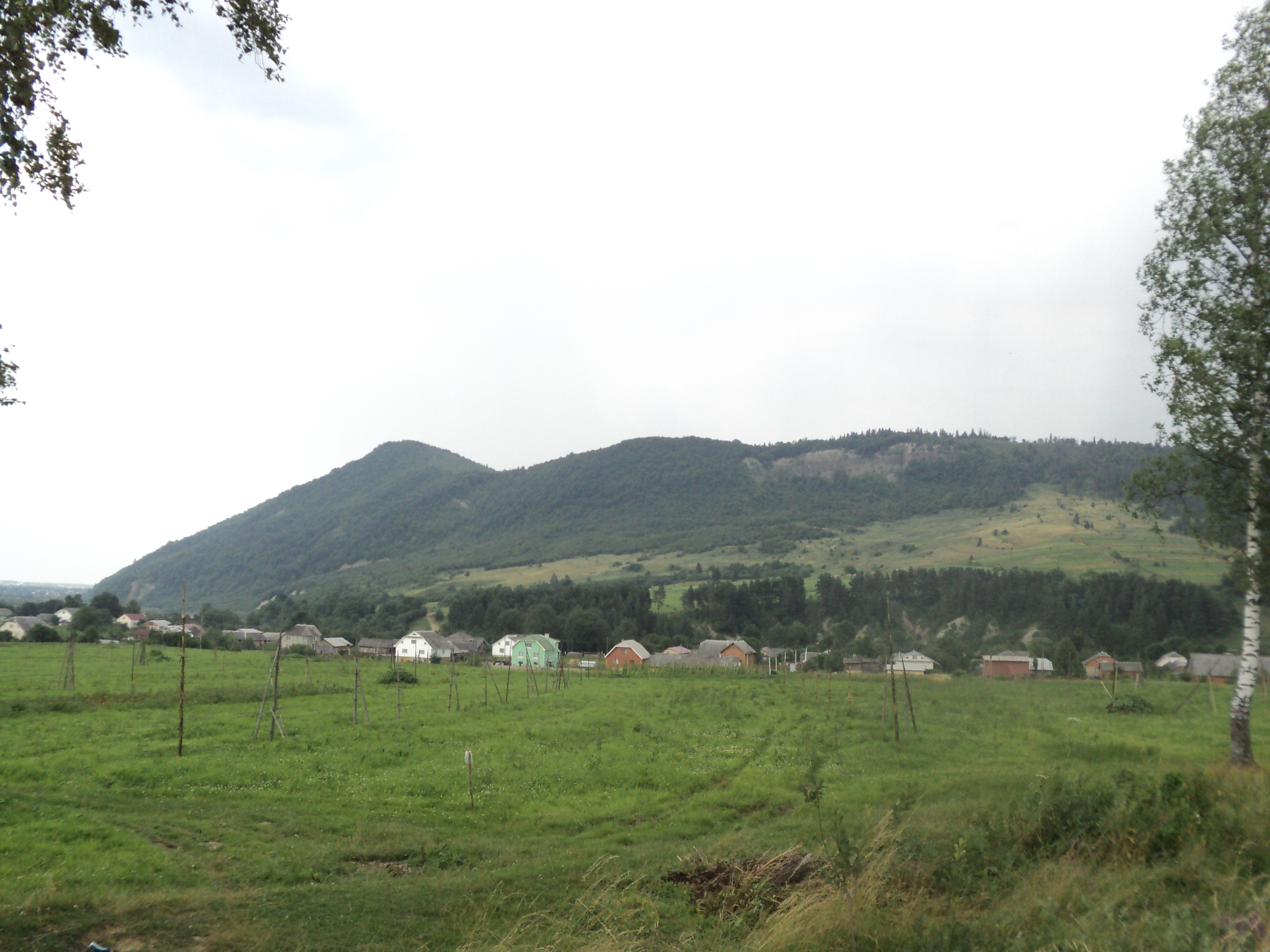

亞布倫卡（烏克蘭語：Яблунька），是烏克蘭西部的村莊，隸屬伊萬諾-弗蘭科夫斯克州的伊萬諾-弗蘭科夫斯克區。該村面積25平方公里，2001年人口1,906，人口密度每平方公里76.2人。
48°41′57″N 24°18′17″E / 48.69917°N 24.30472°E